# 新干县
新幹县，旧名新，位于中华人民共和国江西省中部，是吉安市北部下辖的一个县、地處江西省中部，贛江中游。東與宜春市豐城市、撫州市樂安縣相鄰，西與新餘市渝水區交界，北與宜春市豐城市、樟樹市接壤，南與永豐縣、峽江縣毗連，縣政府駐金川鎮淦中路6號。

## 名称
本称“新淦”，中国大陆推行简化字後，1957年又更名為同音的“新干”，此讀音的“干”是“幹”的簡化字，因此對應繁體為“新幹”。

## 历史沿革
新干是江西十八古县之一，秦始皇二十六年（公元前221年）置新淦县，治所在淦阳（今樟树市区）；隋时，县治迁到南市村（今金川镇）；1957年改为新干县。

### 秦朝前
- 西周，周武王封周章为吴侯，淦地始属吴。
- 战国，周元王三年（前473年），越灭吴，淦属越。
- 楚威王七年（前333年），越败归楚，淦属楚。

### 秦朝
- 秦始皇帝二十六年（前221年)，设新淦县，县治淦阳镇，隶属九江郡，

### 汉朝
- 汉高祖元年（前206年），项羽封黥布为九江王，统领九江郡地。
- 高祖三年（前204年），黥布归汉。
- 四年（前203年），黥布封为淮南王，管辖四郡。其一豫章郡，统领18县。新淦县隶豫章。
- 高祖十二年（前195年），新淦随豫章郡划属吴王国。
- 元封五年（前106年），全国分为13州刺史部，新淦属扬州部豫章郡。
- 新始建国元年（9年），豫章郡改为九江郡，新淦县名改为偶亭县。
- 东汉建武元年（25年），郡县均复旧名。
- 永元八年（96年），新淦南部和庐陵县地划出置石阳县。
- 兴平元年（194年），孙策分豫章置庐陵郡，淦仍隶属豫章。

### 三国
- 三国时末帝宝鼎二年（267年），析新淦县、石阳县地设巴邱县。石阳、巴邱均属庐陵郡，新淦隶属未变。

### 晋朝
- 晋元康元年（291年），扬州割出豫章等7郡，荆州析出武昌等3郡，合置江州（治豫章），新淦属江州豫章郡。

### 南北朝
- 陈武帝永定二年（558年），新淦改隶高州巴山郡（治巴山县，即今崇仁县西南31华里地）。
- 天嘉四年（563年），高州撤销，新淦随巴山郡归属江州。

### 隋朝
- 隋开皇十年（590），巴山郡撤销，石阳、巴邱并入新淦县，隶属吉州（治庐陵，即今吉安市）。属洪州总管府。
- 隋开皇九年（589），新淦县治自淦阳镇迁至南市村（今新干县金川镇）[3]。
- 大业三年（607年），洪州总管府废，吉州改名庐陵郡，新淦属庐陵。

### 唐朝
- 唐武德元年（618年），郡改州，新淦复属吉州。
- 五年（622年），洪州总管府复置，管辖吉州等6州。
- 七年 （624年），总管府改为都督府。
- 贞观元年（627年），天下分为10道，吉州属江南道，新淦为虔、吉等5州巡抚使驻地。
- 开元二十一年（733年），全国分为15道，原江南道分为东、西2道，吉州属江南西道。
- 天宝元年（742年），吉州改名庐陵郡。
- 乾元元年（758年），郡又改为州。
- 咸通六年（865年），江南西道升为镇南军，领属依旧。

### 五代十国
- 后梁开平元年（907年），朱温篡唐，新淦隶吉州，属梁。
- 三年（909年），杨吴攻占吉州等各州县。
- 四年（910年），都制置使驻新淦，辖吉水、新喻、丰城3县。并于县治赣江西岸约7里处建监军城（今界埠乡湖田、袁家村南处）。都制置使后废。
- 南唐升元元年（937年），复设，仍领3县（至宋开宝元年终止）。
- 南唐开元二年（938年），新淦县析出崇学乡（《太平寰宇记》作易阳乡），与高安县建安、修德2乡，合置清江县（今樟树市），新淦仍隶属吉州。

### 宋朝
- 宋太平兴国元年（976年），天下分为15路，吉州属江南西路。
- 淳化三年（992年），临江军（治清江，即今临江镇）首建，辖清江、新淦、新喻3县。
- 治平三年（1066年），新淦又析茂才乡于清江。
- 高宗建炎四年（1130年），江南东、西路合为江南路。
- 绍兴元年（1131年），江南路又分江南东、西2路。新淦隶临江军未变。

### 元朝
- 元至元十三年（1276年），江南西路改为江西行都元帅府，府设隆兴（即今南昌市）。
- 次年（1277年），元帅府改为宣慰司，置江西行中书省，临江军改路，设总管府，领属依旧。
- 元贞元年（1295年），新淦县升为新淦州，仍属临江路。

### 明朝、清朝
- 明洪武二年（1369年），临江路改府，新淦州复名新淦县。
- 九年（1376年），江西行中书省撤销，改设江西承宣布政使司。江西分为5道，临江府属湖西道。
- 明嘉靖五年（1526年），新淦县析断金、扬名及善政、太平、上安国的部分地，共28部设置峡江县。淦、峡2县俱属临江府。
- 清雍正九年（1731年），瑞州府、袁州府、临江府3府改隶江西驿盐道。淦仍属临江府。

### 中華民国
- 1914年，属庐陵道。
- 1931年，属南昌区。
- 1932年，属第二行政区。
- 1942年，属第一行政区。

### 中華人民共和国
- 1949年6月20日，新淦县人民政府成立，属南昌区。
- 1952年4月，属吉安区。
- 1955年，属吉安专区。

- 1957年5月，新淦县更名新干县。
- 1968年2月份，属井冈山专区，
- 1979年7月，属吉安地区。
- 2000年8月，属地级吉安市。沿用至今。

## 地理
东邻乐安，南毗永丰、峡江，西接新余，北联樟树、丰城；赣江纵贯。

## 行政区划
新干县下辖1个街道办事处、7个镇、6个乡：
洋峰街道、金川镇、三湖镇、大洋洲镇、七琴镇、麦㙦镇、界埠镇、溧江镇、桃溪乡、城上乡、潭丘乡、神政桥乡、沂江乡、荷浦乡、新干工业园区、地质大队和黎山林场。

### 县治变迁
- 秦始皇帝二十六年（前221年)，设新淦县，县治淦阳镇。
- 隋开皇九年（589），新淦县治自淦阳镇迁至南市村（今新干县金川镇）[3]。

## 人口
截至2020年11月，新幹縣常住人口28.60萬人，男性人口占比52.34%，女性人口占比47.66%，年龄结构中0-14岁占比24%，15-59岁占比57.95%，60岁以上占比18.05%，65岁以上占比12.43%。

## 交通

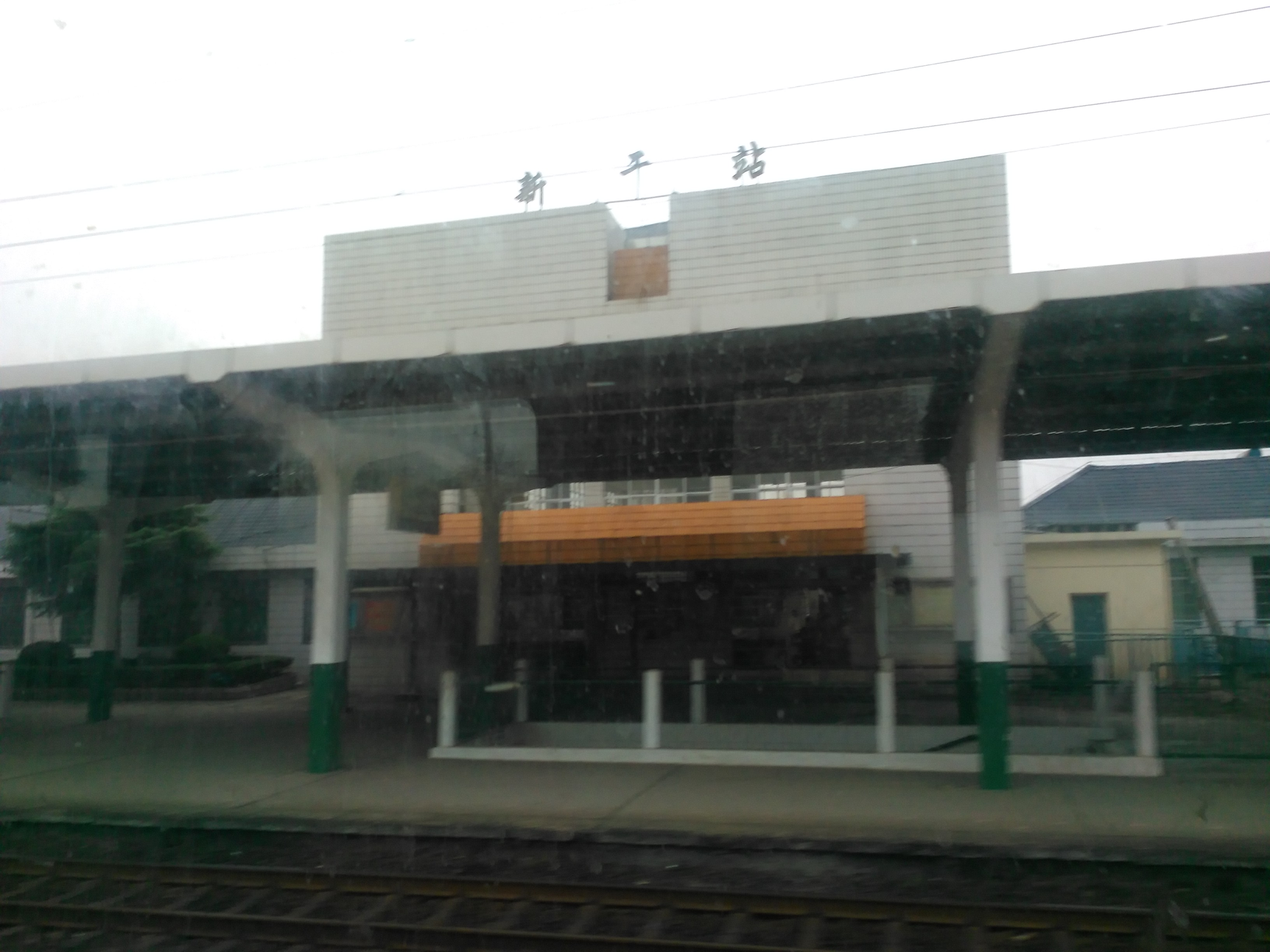
新干火车站

- 铁路：京九铁路、昌贛客運專線
- 公路： 105国道、 赣粤高速公路
- 水运：赣江

## 风景名胜
- 大洋洲程家遺址
- 玉华山
- 上寨
- 中陵水庫